# Време разделно (филм)
 Тази статия е за филма.  За романа вижте Време разделно.  
„Време разделно“ е български игрален филм (исторически) в 2 части от 1988 г. по едноименния роман на Антон Дончев.
Режисьор е Людмил Стайков. Оператор е Радослав Спасов. Това е последният филм на Стайков.  Филмът разказва за насилственото помохамеданчване на българите християни от долината Елиндения (Илинденя). Целият филм е заснет на място в Родопите в продължение на 16 месеца. Представен е на тържествена премиера в зала 1 на НДК в началото на март 1988. Премиерата съвпада със 110 годишнината от Освобождението. Филмът е показан на 16 международни филмови фестивала и е продаден на 32 държави, като в чужбина е показана версия под заглавието Time of Violence (Време на насилие).

## Романът
Българският писател Стефан Цанев получава задача да напише роман за насилственото потурчване на българите по време на турското иго. След като той се отказва, и Емилиян Станев също се отказва, задачата поема младият писател Антон Дончев.  Дончев настоява, че романът е написан за 43 дни. За исторически източник, Дончев използва записките на поп Методий Драгинов от с. Корова, чийто текст на места е използван дословно. Време разделно излиза през 1964 г. от издателство Български писател.  Първи негов положителен критик е Николай Хайтов, който хвали автентичността на романа.
Време разделно е построен през погледа на двама души – венецианецът Абдуллах и попът Алигорко, като техните редуващи се записки представят събитията през погледа на християните и мюсюлманите. 

## Политически контекст
В началото на 70те години на 20 век започва възродителният процес в България, който настоява, че българското мюсюлманско население е етнически българско и би трябвало да припознае българските национални идеали като свои собствени. Този процес започва с Дружба „Родина“, културно-образователна организация основана през 1937 г. и поддържана от смолянски мюсюлмани.
След 1944 г., религиозните обреди и културни практики мюсюлманските общности са следени от партията. През 70-те и 80-те години започват опити за насилствено приобщаване на българските мохамедани към българското общество, като религиозни обреди като Байрамите и обрязванията стават нежелателни. За допускане до служба в МВР, стопански или държавнически пост се изисква българско име, насърчават се смесени бракове, глобява се за говор на турски език на публично място.  Голям брой мюсюлмани губят имената си, които са сменени с български. 
Някои считат, че книгата и филмът Време разделно са част от опитите на БКП да оправдае Възродителния процес. След 10 ноември 1989 г., БКП изразява (на 29.12.1989 г.) осъдително мнение за Възродителния процес и прехвърля отговорността изцяло върху бившия генерален секретар на ЦК на БКП Тодор Живков.

## Части
- I част: „Заплахата“
- II част: „Насилието“

## Екип

### Актьорски състав
| Изпълнител                                 | Роля                                                                                                  |
| ------------------------------------------ | --- |
| Йосиф Сърчаджиев                           | Караибрахим еничарин, дошъл да потурчи долината, Страхил - син на дядо Галушко, брат на Елица и Горан |
| Руси Чанев                                 | поп Алигорко монах и селски поп. Повежда българите от скривалището им за да сменят вярата си          |
| Иван Кръстев (озвучен от Марин Янев)       | Манол кехая, един от селските големци, овчар                                                          |
| Валтер Тоски                               | Венецианеца Абдулах -чужденец, приел исляма, военнопленник на Караибрахим                             |
| Аня Пенчева                                | Севда първия човек, който сменя вярата си                                                             |
| Васил Михайлов                             | Сюлейман ага местен управител (челибашия на войската и кадия), противник на насилствената смяна       |
| Константин Коцев                           | дядо Галушко баща на Караибрахим, Горан и Елица                                                       |
| Калина Стефанова                           | Елица дъщеря на Галушко, съпруга на Манол, после съпруга на Момчил, сестра на Горан и Караибрахим     |
| Ангел Иванов                               | Мирчо синът на Манол                                                                                  |
| Момчил Карамитев                           | Момчил син на Манол и съпруг на Елица                                                                 |
| Стойко Пеев                                | Горан син на Галушко и брат на Караибрахим и Елица                                                    |
| Николай Латев                              | Кеманджи Джогли                                                                                       |
| Цанко Петров                               | билюкбашията                                                                                          |
| Иван Янчев                                 | Шабан Шибил                                                                                           |
| Антон Карастоянов (озвучен от друг актьор) | молла Сулфикар Софта                                                                                  |
| Стефка Берова                              | Гюлфие жената на Сюлейман ага                                                                         |
| Богомил Симеонов                           | Исмаил бей юрук                                                                                       |
| Учавстват още                              | |
| Йорданка Вълчовска                         | |
| Вихър Стойчев                              | Хасан ходжа съветник на Сюлейман ага                                                                  |
| Таня Димитрова                             | майката на Манол и Караибрахим                                                                        |
| Стефан Карагьозов                          | |
| Георги Карагьозов                          | |
| Андрей Христов                             | |
| Марио Узунов                               | |
| Димитър Йорданов                           | дядо Кралю овчар, един от първенците на Илинден                                                       |
| Йордан Витлямов                            | |
| Александър Далов                           | |
| Никола Дадов                               | селянин                                                                                               |
| Стоян Алексиев                             | селянинът видял чумата                                                                                |
| Никола Тодев                               | Стойко овчар, един от първенците на Илинден                                                           |
| Въто Вълков                                | |
| Владимир Давчев                            | овчар, един от първенците на Илинден                                                                  |
| Итьо Итев                                  | |
| Любомир Гешев                              | |
| Боил Мирчев                                | |
| Енчо Енев                                  | |
| Детелин Кандев                             | |
| Йордан Петков                              | |
| Анна Маркова                               | |
| Велико Стоянов                             | Дельо селянин                                                                                         |
| Цветан Ватев                               | |
| Дамян Петров                               | |
| Николай Кимчев                             | |
| Петър Борунсузов                           | |
| Стефан Германов                            | |
| Димитър Димитров                           | |
| Антон Горчев                               | турчин пратеник от Одрин за Сюлейман ага                                                              |
| Божидар Янков                              | |
| Албена Павлова                             | обесеното момиче                                                                                      |
| Сашо Симов                                 | |
| Георги Куцев                               | |
| Ангел Драганов                             | |
| Илия Коруев                                | |
| Георги Узунов                              | |
| Кънчо Долапчиев                            | |
| Антония Драгова                            | |
| Анета Петровска                            | |
| Павлина Стаменова                          | |
| Николай Клисуров                           | селянин с момче при скалите                                                                           |
| Джоко Росич                                | Карахасан (във II част)                                                                               |

и други

### Творчески и технически
- Людмил Стайков – режисьор и сценарист
- Радослав Спасов – оператор и сценарист
- Георги Данаилов, Михаил Кирков – сценаристи
- Виолета Тошкова – монтаж
- Георги Генков – музика

За пълен списък на екипа вижте страницата в IMDb

## Заснемане
За режисьор на филма е поставен Людмил Стайков, който току-що е завършил работата си по трилогията Хан Аспарух; операторът, Радослав Спасов е работил по Мера според мера. Лентата, която използват за заснемането, е Кодак, внасяна от Лондон и връщана в Лондон за преработка и реставрация. 
Филмът е заснет на терен в Родопите в продължение на 16 месеца. Заради трудната проходимост, за пренасяне на техниката и екипа са използвани 180 коня и две магарета. Между терените, използвани за снимките са Роженски манастир, преустроен в конак, и крепостта Устра.  Голяма част от статистите са доброволци от околни села,  като баба Сребра и повечето големци са също от местното население. Повечето костюми и накити също са автентични.

## Сюжет
В годината 1668, Великият Везир (Велко Кънев) изпраща спахии на мисия в Родопите. Задачата им е да обърнат християнското население в долината Илинденя към правата вяра. Техният водач, Караибрахим (Йосиф Сърчаджиев), е еничарин, взет от тази долина. Той води със себе си чужденец, пленник, наричан само Венецианецът (Валтер Тоски). Турците са посрещнати от местния управител Сюлейман ага (Васил Михайлов) и настанени в неговия конак. Виждат ги селският поп Алигорко (Руси Чанев) и един от големците, Манол кехая (Иван Кръстев). Между българите се разпространява вестта за идването им. Манол предупреждава сина си, Мирчо (Ангел Иванов) ако го вземат за еничарин, да изпълни една от три заръки, с които момчето да се самоубие, преди да го отведат.
В Елинделия пристигат бежанци от Чепино, водени от стара жена, баба Сребра. Манол ги води при Исмаил бей (Богомил Симеонов), от когото купуват място за ново село. Плащат със сребърните чанове на Манол. Местните големци са привикани в конака и им е съобщено, че имат десет дни за да приемат доброволно Исляма. След десетте дни, ще бъдат принудени да приемат насила.
Манол се сгодява за младата Елица (Калина Стефанова), любима на големия му син, Момчил (Момчил Карамитев). По време на сватбата, Момчил напуска пътеката, която трябва да пази, а Горан (Стойко Пеев), другия пазач, брат на Елица, насилва Севда (Аня Пенчева). Караибрахим и неговите хора издебват сватбарите. Пленени са всички големци, а младите жени са взети от турците за награда. Някои побягват в гората и се укриват в пещерите.
Жените, отвлечени от сватбата са отведени в конака, където са насилени. Караибрахим води Елица, сестра си, в своята стая. Венецианецът укрива Мирчо, малкия син на Манол, при себе си. Поп Алигорко сам се предава, за да помогне на заловените големци. Караибрахим ги вади на двора и им показва Севда, която се е забулила. Те отказват да сменят вярата си. Позволява на всеки от пленените големци да си пожелае нещо, преди да бъде убит.
Сюлейман ага е привикан в Одрин. Предлага да освободи Манол, но той отказва. Манол освобождава Елица от сватбените клетви. Караибрахим пуска попа и Елица. Тя отива при Момчил. Горан влиза в конака и опитва да убие брат си, Караибрахим. Когато не успява, се убива и пада с лице в огъня. Дядо Галушко, бащата на Караибрахим и Горан, го разпознава и е приет при Караибрахим. Стига вест, че Сюлейман ага е убит в Одрин. Караибрахим хвърля баща си в Ямата. Когато Манол отказва да сложи чалма, той и останалите големци за избити в двора на конака.
Попът получава прозрение; няма значение с какво име зоват Бога, стига да има бог. Събира хората и ги води в конака за да сменят вярата си. Момчил се укрива в планината с хайдути. Караибрахим праща вест, че ако не се предаде, ще вземе Елица със себе си, ще превърне детето, което тя чака от Момчил, в еничарин и ще го прати да издири баща си. Малкият Мирчо носи главата на брат си. Докато Караибрахим разглежда главата, Мирчо го убива.Турците убиват Мирчо. Венецианецът извежда Елица през тайните коридори на конака и я спасява. Приятелите на Момчил  изгарят палатките на войската и конака. Венецианецът и поп Алигорко се сбогуват и разделят.

## Международен показ
Време разделно е показано на общо 16 международни филмови фестивала. Той е и първият български филм показан на международния фестивал във Ванкувър. Филмът е продаден в чужбина под заглавието Време на насилие. Закупен е от общо 32 държави.  Братоева предполага, че големият международен показ на филма се дължи на голяма помощ от страна на тоталитарната власт.

### Време на насилие
Време на насилие е съкратен вариант на Време разделно (от 270 на 160 минути).  Този вариант е предназначен за международен показ, именно той е продаден в чужбина и излъчван на международните кинофестивали.

## Критика
Година след излизането си, филмът е избран за филм на годината за 1988 г.  Филмовата критика го сравнява с героичен епос. Единодушно, той е наречен историческа истина. След падането на комунистическия режим, филмът отпада от вниманието на критиката.
В 1995 г. Време разделно е сложено в програмата на БНТ директно след сериала Гори гори огънче, посветен на насилствената смяна на имената по време на Възродителния процес. И операторът Радослав Спасов, и режисьорът Людмил Стайков изказват мнение, че техният филм не бива да се показва заедно с Гори, гори огънче, за да не предизвика граждански вълнения. Отбелязва се, че нито един от двамата не е питан за разрешение за излъчването на техния филм.
Автори и критици след 2000 г. отбелязват политическите тонове. Ингеборг Братоева нарича филма поръчков. В Енциклопедия българско кино Александър Янакиев напомня, че Време разделно е създадено за да оправдае и подпомогне Възродителния процес.
Между 3 и 7 май 2005 г. в. Стандарт публикува статии посветени на Време разделно, книгата и филмът, както и интервюта с Антон Дончев и Аня Пенчева. Статиите показват международния интерес към книгата и желанието на чужди звезди да играят роли в евентуална екранизация. 

## Награди
- 1988 – Филм на годината [33]
- 1988 – Съюз на българските филмови дейци – Награда за режисура, Награда за музика [16]
- 1988 – Международен кинофестивал Кадис, Испания – Награда на Федерацията на киноклубовете [16]